# Oncidium veltenianum
Oncidium veltenianum là một loài thực vật có hoa trong họ Lan. Loài này được (V.P.Castro & Chiron) Königer mô tả khoa học đầu tiên năm 2005.